# Epirhyssa amazonica
Epirhyssa amazonica là một loài tò vò trong họ Ichneumonidae.